# Демократический выбор
Политическая партия «Демократи́ческий вы́бор» — российская правая консервативно-либеральная и национал-либеральная политическая партия, отстаивающая принципы демократического развития страны. Объединение образовано 28 февраля 2010 года на конференции в Москве. Зарегистрировано Минюстом как региональная общественная организация. 20 сентября 2012 года официально зарегистрирована Минюстом как политическая партия.
В 2017 году Верховный суд по иску Минюста приостановил деятельность партии.

## История
- 28 февраля 2010 года на конференции московского городского отделения СПС были приняты наименование, Устав и Политический манифест организации. Председателем «Демократического выбора» был избран Владимир Милов, заместителями председателя — Игорь Драндин и Анна Евдокимова[1].
- 27 апреля 2010 года в московском городском отделении движения «Солидарность» была создана группа «Демократического выбора»[9].
- 24 мая 2010 года группа активистов екатеринбургского отделения движения «Солидарность» приняла решение о создании инициативной группы по созданию региональной организации «Демократический выбор» в Свердловской области[10].

Честно скажем: мы ещё не до конца понимаем, хотим ли мы юридически оформлять собственную региональную общественную организацию, которая будет находиться в партнёрских отношениях с ранее созданным в Москве РОО «Демократический выбор», или же сразу региональное отделение этого РОО, но что для нас совершенно точно понятно, так это то, что для дальнейшей работы в формате «Солидарности» нам, новым в политике людям, необходима собственная организация, собственная платформа.
- 9 июня 2010 года — начал работу сайт организации[11].
- 13 ноября 2010 года состоялось Общее собрание «Демократического выбора», на котором председателем организации вновь был избран Владимир Милов, а его заместителями Игорь Драндин, Сергей Жаворонков, Станислав Духневич. Также был избран Координационный совет в количестве 17 человек и приняты Политический манифест РОО «Демократический выбор» и Политическая программа (краткая версия).
- 22 января 2012 года состоялось Общее собрание «Демократического выбора», на котором были переизбраны руководящие органы (председатель Владимир Милов, его заместители Игорь Драндин, Сергей Жаворонков, Кирилл Шулика, Координационный совет и Ревизионная комиссия). Кроме того, на общем собрании выступил основатель партии «Яблоко» Григорий Явлинский. Ответственным секретарём Координационного совета был избран Сергей Григоров.
- 26 мая 2012 года прошёл съезд политической организации, на котором было принято решение о преобразовании движения в политическую партию.
- 20 сентября 2012 года Демократический выбор был зарегистрирован Минюстом в качестве партии[12].
- 8 сентября 2013 года «Демвыбор» впервые принимал участие в выборах, как зарегистрированная партия.
- 16 ноября 2013 года в Москве прошёл внеочередной съезд партии «Демократический выбор», где в ходе дискуссии были обсуждены итоги участия партии в сентябрьских региональных и местных выборах, перспективы участия в выборных кампаниях ближайшего будущего, политическая ситуация в стране, цели и задачи партии. На съезде также состоялись перевыборы руководства партии и были приняты поправки в партийный устав. Были избраны заместители председателя партии: Игорь Драндин и Сергей Жаворонков[13].
- 11 мая 2017 года Верховный суд России с 21 июля 2017 на три месяца приостановил деятельность партии «Демократический выбор» в связи с нарушениями предоставления отчётности о деятельности политического объединения.[14].
- 1 декабря 2017 года ликвидирована[15].

### Раскол
20 декабря 2015 года председатель партии «Демократический выбор» Владимир Милов на заседании Федерального политического совета предложил исключить из партии своих заместителей Игоря Драндина и Сергея Жаворонкова. Это решение не набрало необходимого числа голосов, после чего с поста председателя ушел сам Милов. В качестве причины раскола сторонники Драндина и Жаворонкова называли отсутствие у партии под руководством Владимира Милова успехов за последние четыре года, его авторитарные методы руководства, а также отсутствие финансирования. Милов объяснил раскол происками Кремля. По мнению членов Федерального политсовета партии К.Колесниченко, В.Милова,
П.Милованова, О.Степанова, К.Шулики — их оппоненты проводят рейдерский захват организации.
12 июля 2016 года сторонники Драндина и Жаворонкова инициировали заседание Федерального Политического Совета (ФПС) политической партии «Демократический выбор». Заседание ФПС было созвано по требованию 6 из 11 действующих членов ФПС. На заседании присутствовало 6 членов ФПС. ФПС решил поддержать на выборах 18 сентября 2016 года партию «Яблоко» и назначил съезд партии «Демократический выбор» на 19 ноября 2016 года. Владимир Милов не признал итогов данного ФПС.
18 декабря 2016 года состоялся съезд партии «Демократический выбор». На мероприятии было избрано новое руководство партии, делегаты съезда приняли манифест и обсудили предстоящие выборы. На съезде выступил лидер партии «Яблоко» Григорий Явлинский, он приветствовал появление в России право-либеральной партии. Избраны сопредседатели партии: Жаворонков Сергей Владимирович, Драндин Игорь Юрьевич и Григоров Сергей Геннадьевич.

### Акции
- 12 июня 2010 года около 100 участников и сторонников «Демократического выбора» совершила теплоходную прогулку по Москве-реке в честь Дня России[21]. В течение акции милиция оказывала давление на её участников[22].
- 15 июня 2010 года прошла организованная «Демократическим выбором» конференция «Выборы 2011—2012 годов: что делать демократической оппозиции?», на которой представители оппозиции и политические эксперты представили своё мнение и планы относительно участия демократической оппозиции в парламентских и президентских выборах[23].

Главным итогом конференции… стало понимание, что игнорировать выборный цикл 2011—2012 гг. для российской демократической оппозиции никак нельзя. Большинство ораторов считает, что необходимо участвовать в той или иной форме в выборах, именно участвовать, а не уходить в параллельную виртуальную реальность.— Конференция «Выборы 2011-2012 годов: что делать демократической оппозиции?» Запись в сообществе demvybor (16 июня 2010). Дата обращения: 20 июня 2010. Архивировано 29 апреля 2012 года.
- 25 сентября 2010 года в Москве на Болотной площади состоялся митинг за прямые выборы мэра столицы. На митинге, по разным данным, присутствовало от полутора до четырёх тысяч человек[24].
- 23 июля 2017 в Москве состояли в организаторах шествия"За свободный интернет"[25].
- 20 августа 2017 года пикет в годовщину Августовского путча (Молодёжное отделение)[26].
- 26 августа 2017 года в Москве организовывали митинг «За свободный интернет»[27].
- 25 февраля 2018 года в Москве и Санкт-Петербурге приняли участие в марше памяти Бориса Немцова[28].

## Идеология
Партия позиционирует себя как партию нового поколения с четкой идеологией, сохраняющую приверженность правым ценностям:
— Снижение налогов и свободу предпринимательства;
— Ограничение иммиграции;
— Независимые суды;
— Демонополизацию и снижение цен;
— Компактные и профессиональные армию и полицию;
— Радикальное сокращение госаппарата;
— Демократичную, но твердую и решительную власть;

Стратегическая цель «Демократического выбора» — обеспечение значимого присутствия в парламенте страны, региональных и местных парламентах, исполнительной власти через участие в свободных и честных парламентских выборах. Пока такая возможность в стране отсутствует — свободных и честных выборов в России нет. Это значит, что на данном этапе наша главная политическая цель — добиваться условий для их проведения, реальных шагов по демократизации страны.

## Молодёжное отделение
Существует молодёжное отделение партии. Молодёжный Демократический Выбор поддерживает правый поворот в экономике, прекращение въезда низкоквалифицированной рабочей силы, полную свободу слова, сильную контрактную армию, и национальное государство.

### Председатели
- Анатолий Чуманский (2011—2013)[31]
- Олег Степанов (2013—2015)
- Ярослав Колобков (2015—2017)[32][33]
- Роберт Райт (2017—2018)
- Анатолий Калинин (с 2019)

## Международные контакты
Партия сотрудничает с другими правыми силами в Европе, такими как Союз Отечества — Литовские христианские демократы. Наиболее близким по духу общеевропейским объединением является Европейская народная партия. В начале 2015 года Молодёжное крыло Демвыбора получило статус члена-наблюдателя в объединении European Democrat Students, молодёжном крыле ЕНП.